# Daniel Alcides Carrión
Pour les articles homonymes, voir Carrion.
Daniel Alcides Carrión (Cerro de Pasco, 13 août 1857 - Lima, 5 octobre 1885) est un scientifique péruvien, étudiant en médecine à l'Université nationale principale de San Marcos, célèbre pour s'être fait inoculer volontairement le 27 août 1885 le contenu d'une verrue provenant d'une patiente affectée par la verruga du Pérou. Vingt-et-un jours après cette inoculation, Carrión a constaté l'apparition des symptômes de la fièvre de l'Oroya. Il a effectué lui-même le suivi clinique de l'affection jusqu'au 26 septembre, date à partir de laquelle il en fut incapable au vu de l'aggravation des symptômes. Carrión est mort de la fièvre d'Oroya le 5 octobre 1885, apportant par son expérience la preuve que la verruga du Pérou et la fièvre de l'Oroya sont dues à une seule et même cause,. La fièvre d'Oroya et la verruga du Pérou sont aujourd'hui nommées en son honneur « maladie de Carrión », le 5 octobre est commémoré comme « journée de la Médecine péruvienne », tandis que Carrión est reconnu comme « martyr de la médecine péruvienne ». Une province de la région de Pasco a été baptisée province de Daniel Alcides Carrión en sa mémoire.  Alberto Barton (es) a découvert en 1905 l'agent pathogène de la maladie de Carrión, la bactérie Bartonella bacilliformis